# John Fiske
John Fiske (12. září 1939, Bristol – 12. července 2021) byl americký mediální teoretik, který se na základech strukturalismu zabýval televizí, populární kulturou a komunikací. Jeho kniha s názvem Reading Television z roku 1978 položila základy televizních studií.

## Zkoumání médií
"Populární kultura podle něj vytváří prostor pro rezistenci vůči tlaku dominantní společnosti. Sledování televize totiž díky svým syntagmatickým mezerám a segmentaci poskytuje divákovi možnost vkládat si do mezer vlastní významy. Některé televizní pořady (sport, seriály, zpravodajství) kvůli absenci autora předávají funkci tvůrce významů divákovi, naopak u silně autorských pořadů se pozornost diváků soustředí právě na autorskou autoritu, která je tak demaskována. Porušení realismu je proto podle Fiska demokratické, zatímco "realistické" líčení je autoritářské." Taktéž se věnuje publiku a textu (mediálnímu obsahu) televize, kde tvrdí, že televizní vysílání je mnohovýznamové a potřebuje k tomu diváka, aby byl význam realizován. Operuje s pojmem textualita.

### Sémiotická demokracie
"Projev možnosti publika využívat mnohoznačnosti/polysémie textu a interpretovat textu nikoliv v souladu s preferovaným čtením, ale vyčíst z něj naopak významy, které jsou kompatibilní se zájmy samotného recipienta.“

### Motivovanost znaku
Fiske popisuje ve své publikaci Introduction to Communication Studies z roku 1982 škálu motivovanosti znaku. Čím vyšší je stupeň motivovanosti znaku, tím je větší jeho ikoničnost. Čím je však vyšší znaková konvencionalita, tím je znak arbitránější.

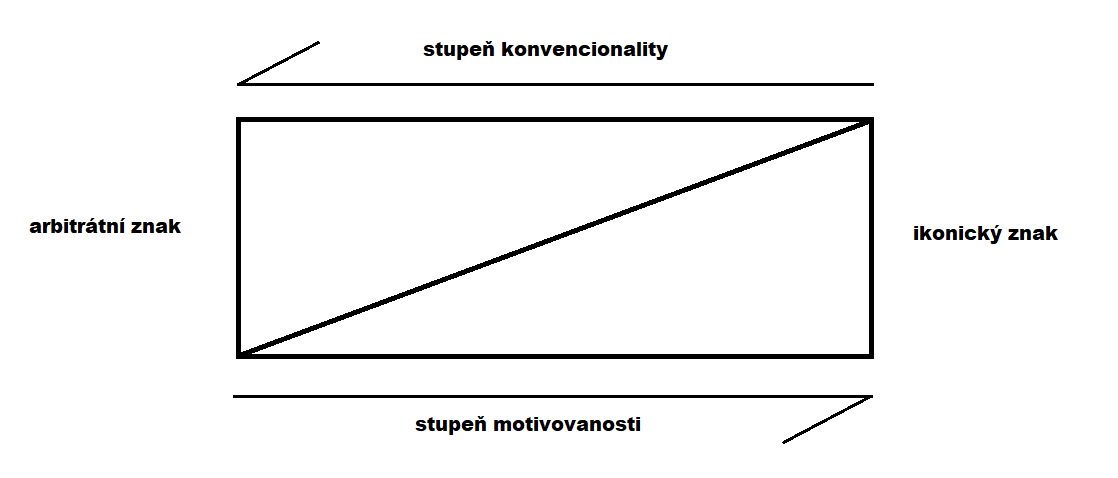
Škála motivovanosti znaku dle Fiskeho 1982

### Nonverbální členění kódů
- behaviorální: kód ve významu určitého protokolu chování, tj. např. jaká jsou pravidla pro chování lidí v různých společenských situacích – např. kdo první vchází do restaurace atd.)
- označující další systémy znaků: jsou vzájemně propojeny a žádný kód nemůže být oddělen od sociálně praxe uživatelů

## Populární kultura
V roce 2017 byl vydán český překlad knihy Understanding Popular Culture (1989, verze 2011), a to s titulem Jak rozumět populární kultuře (2017). Knihu vydalo nakladatelství Akropolis v edici #POPs. První svazek edice POPs přináší překlad knihy, kterou to všechno – dalo by se říci – začalo. Když poprvé vyšla v roce 1989, stala se (v doprovodu své praktičtěji orientované „sestry“, knihy Jak číst to, co je populární) jedním ze základních kamenů oboru kulturálních studií.